# خارپشت ایرانی
خارپشت ایرانی یا خارپشت برانت (نام علمی: Paraechinus hypomelas) گونه‌ای خارپشت از سرده خارپشت‌های بیابانی است که در برخی مناطق کویری و کوهستانی ایران، افغانستان، آسیای مرکزی و خاورمیانه زندگی می‌کند. این جانور در استان بوشهر با نام «زوزو» خوانده می‌شود. 
تنها خانواده راسته خارپشتان در ایران، خانواده خارپشت‌ها هستند که ویژگی‌های عمومی آن‌ها به شرح زیر است:
- سطح پشتی بدن از خار پوشیده شده‌است.
- خواب زمستانی دارند.
- بدن آن‌ها به بعضی از سموم مارها مقاوم است.
- حس بویایی و شنوایی بسیار قوی دارند.
- از حشرات، بی مهرگان، مارمولک ها، موشها، تخم پرندگا و مارهای کوچک و برخی از گیاهان تغذیه می‌کنند.
- دشمن طبیعی آن‌ها پرندگان شکاری، روباه ها، و سمور هستند.[۲]

بدن این خارپشت به نسبت گرد است و سطح پشتی آن پوشیده از خارهای انبوه و تیز است. گوش‌های آن مثلثی‌شکل هستند و از خارهای پشت سر بلندتر. در وسط سر بخشی لخت و ۸ شکل دارد. رنگ کلی بدن سیاه دیده می‌شود و رنگ موهای صورت و زیر بدن به رنگ پشت هستند.
این خارپشت سرعت بالایی دارد و معمولا شب فعال است و در فصول سرد به خواب زمستانی می رود. نام این خارپشت از نام دانشمند طبیعی دان یوهان فریدریش فون برانت که برای اولین بار این جانور را توصیف کرد گرفته شده است.
طول سر و تنه این پستاندار ۱۴۰ تا ۲۴۰ میلی‌متر است و اندازه دم میان ۱۰ تا ۴۰ میلی‌متر. وزن آن نیز به طور معمول میان ۴۰۰ تا ۷۰۰ گرم است.
چند زیرگونه از این خارپشت شناسایی شده اند. هزاران سال پیش با جدا شدن جزایر ایرانی هنگام، قشم و لارک از سایر خشکی ها و بالا رفتن آب خلیج فارس و ایجاد یک جدایی جغرافیایی به مرور زمان تفاوت هایی در رنگ و اندازه ی جمعیت های مختلف این خارپشت ایجاد شد و زیرگونه های مختلفی پدیدار شدند.